# Alois Vonka
Alois Vonka (11. listopadu 1905 – ???) byl český a československý politik a poúnorový bezpartijní poslanec Národního shromáždění ČSR.

## Biografie
Ve volbách roku 1954 byl zvolen do Národního shromáždění ve volebním obvodu Hradec Králové jako bezpartijní kandidát. V parlamentu setrval do konce funkčního období, tedy do voleb roku 1960. K roku 1954 se profesně uvádí jako vedoucí rostlinné výroby v JZD Mlýnec.